# 卡姆揚卡 (別里斯拉夫區)
47°32′13″N 33°9′25″E / 47.53694°N 33.15694°E
卡姆揚卡（烏克蘭語：Кам'янка）是位於烏克蘭南部的村莊，由赫爾松州別里斯拉夫區的科丘別伊夫卡市鎮負責管轄。該村面積0.4平方公里，海拔高度77米，2001年人口91，人口密度每平方公里230.4人。